# (3502) Huangpu
(3502) Huangpu (1964 TR1) – planetoida z pasa głównego asteroid okrążająca Słońce w ciągu 5,53 lat w średniej odległości 3,13 j.a. Została odkryta w Obserwatorium Astronomicznym Zijinshan 9 października 1964 roku.